# Fuerza Aérea del Ejército Popular Húngaro
La Fuerza Aérea del Ejército Popular Húngaro (en húngaro: Magyar Néphadsereg légiereje) era la fuerza aérea de la República Popular Húngara. Creada en 1949, en 1990 se transformó en la actual Fuerza Aérea Húngara de la República de Hungría.

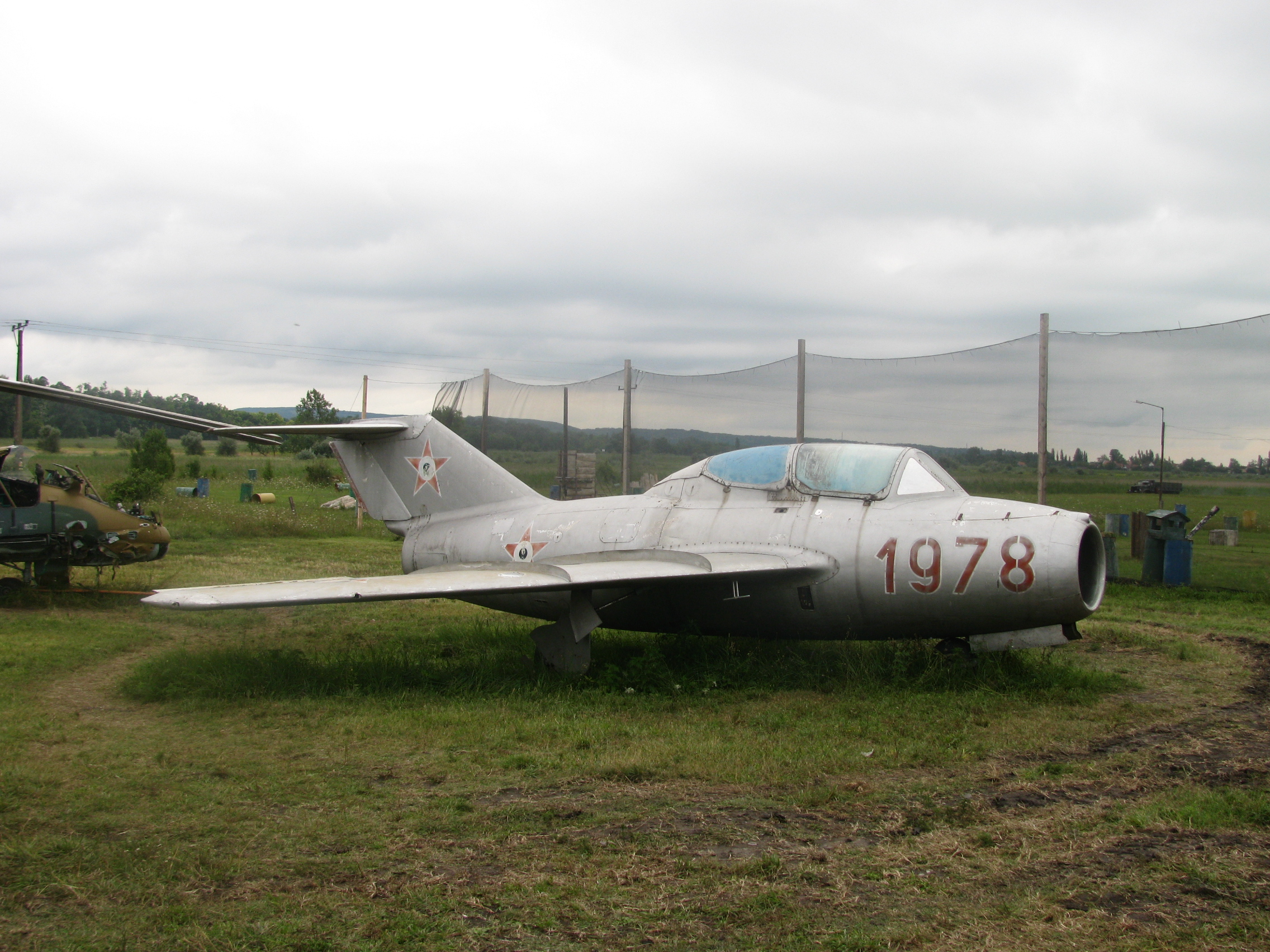
Un antiguo caza Mikoyan-Gurevich MiG-15UTI de la Fuerza Aérea del Ejército Popular Húngaro conservado en Zamárdi, Hungría.